# Bedeziak
Les Bedeziak (parfois Medizinak) sont des personnages des mascarades souletines. Il s'agit de guérisseurs qui n'interviennent qu'à la fin de la représentation, pour « ressusciter » le personnage principal, Pitxu.

## Description et rôle
Les Bedeziak sont des personnages secondaires des mascarades, relevant de la troupe des « Noirs » (beltzak), les étrangers qui apportent le chaos. 
Figurant des guérisseurs, ils interviennent uniquement à la fin de la représentation, dans une scène où ils procèdent à la résurrection du personnage principal, le kautera Pitxu qui vient d'être tué par les buhameak et les autres kauterak. L'opération consiste à lui extraire du ventre d'invraisemblables objets, et à les lancer dans la foule des spectateurs. Cette mise à mort et cette résurrection pourrait symboliser la renaissance de la nature à chaque printemps.
Les Bedeziak peuvent porter des tenues très variables d'une mascarade à l'autre, pourvu qu'elles évoquent leur profession médicale : un tablier blanc, vert ou bleu, des gants, etc. Dans un chariot ou une valise ils transportent des instruments chirurgicaux caricaturaux. Au XIXe siècle des apothicaires portant manteau noir et chapeau pointu et équipés d'une seringue géante ont ainsi été décrits.